# Viviane-José Restieau
Viviane-José Restieau est une peintre née le 16 février 1932 à Paris.

## Biographie
Viviane -José Restieau naît à Paris le 16 février 1932. En 1935, alors qu'elle a trois ans, elle perd sa sœur aînée qui se noie à l'âge de cinq ans. Elle  vit une enfance malheureuse qu'elle compense par une activité sportive jusqu'à ses quatorze ans sur l'Île de Platais. Contrainte par sa mère, elle se forme à la couture de 16 à 18 ans et obtient les diplômes de CAP. Cependant, elle se sent une vocation pour le dessin, qu'elle pratique régulièrement et que ses professeurs encouragent. En 1951, elle se marie avec André Restieau, graphiste et illustrateur, rencontré un an plus tôt et qui la soutient dans cette voie, la faisant participer à la réalisation graphique des commandes. En 1969, ils s'installent à Montreuil dans une maison en ruines qu'ils retapent avec l'aide d'un ami maçon et qui devient une demeure magique. Après la mort de son époux en 1978, elle traverse une période de dépression intense. Cependant, soutenue par une disciple de Bachelard puis formée à l'école Martelot, elle finit par rebondir et poursuit seule sa carrière d'artiste, conformément au souhait de son mari.
Viviane -José Restieau est considérée comme pionnière dans l'art lumière. La galerie d'art Ellia de Paris expose ses œuvres.

## Expositions personnelles
Elle expose notamment en France :
- juin-juillet 2019 : Bliss Home, Paris
- 2012 : Atelier d’Art, Montreuil,  Paris
- 2011 : Atelier d’Art, Montreuil, Paris
- 2010 : Atelier d’Art, Montreuil, Paris
- 2009 : Atelier d’Art, Montreuil, Paris
- 2008 : Atelier d’Art, Montreuil, Paris
- 2007 : Atelier d’Art, Montreuil, Paris
- 2006 : Who’s who In International Art
- 2006 : Le salon de l’Art-thérapie, Chartres
- 2005 : 7e université des sciences et de l’environnement, Saintes
- 2003 : New Jersey, USA
- 2001 :  Who’s Who, in International Art
- 2001 : Salon National d’Art de Rambouillet
- 2000 : La Francilienne des Arts
- 1999 : Maison de l’Europe, Paris, Abbaye de Frontfroide, Hôtel Westminster, Exposition joaillerie, Le Touquet
- 1998 : Le Prieuré Saint-Pierre, Sauvigny
- 1997 : Images oif Eden, Washington, Cathédrale Notre-Dame de Paris
- 1996 : Congrès International des Arts et de la médecine, Lyon, Mairie de Paris Xeme, Salon des Indépendants
- 1995 : Salon d’Automne, Salon de Vincennes
- 1984 : Galerie de l’Aéroport d’Orly
- 1994-2004 : Audiovisuels par Bernard Boisson, F. Dunesme, J.P. Hochet …

## Prix et distinctions
Viviane -José Restieau reçoit de nombreux prix.

### Filmographie
- Michèle Decoust, Un instant d'éternité, film-reportage sur Viviane-José Restieau.